# Etapa de Santa Cruz do Sul da Stock Car Brasil de 2006
A Etapa de Santa Cruz do Sul foi a sétima corrida da temporada de 2006 da Stock Car Brasil. O vencedor foi Ruben Fontes.